# ハインリヒ・ゼーツェン
ハインリヒ・ゼーツェン（Heinrich Seetzen、1906年6月22日 - 1945年9月28日）は、ナチス・ドイツ親衛隊の将校。アインザッツグルッペンの指揮官の一人。ハインツ・ゼーツェンと呼ばれた。最終階級は親衛隊大佐（SS-Standartenführer）及び警察大佐 (Oberst der Polizei)。

## 略歴
ヴィルヘルムスハーフェンにデリカテッセン屋の一人息子として生まれる。学生の頃、鉄兜団の青年組織に加入した。マールブルク大学やキール大学で法学を学ぶ。弁護士となり、さまざまな法律事務所で働いた。
1933年5月1日に国家社会主義ドイツ労働者党（ナチス党）に入党（党員番号2,732,725）し、突撃隊 (SA)隊員となった。1935年2月1日に親衛隊 (SS)の隊員となる（隊員番号267,231）。オイティンの市長の座を狙ったが、失敗。かわりにオイティンの市長となった突撃隊少将ヨハン・ハインリヒ・ベームッカーの補佐官となった。1935年にはプロイセン州秘密警察ゲシュタポのメンバーに抜擢される。
その後、アーヘン、ウィーン、シュテッティン、ハンブルクで保安警察とSD（親衛隊情報部）の指揮官を務めた。1941年6月から1942年7月にかけてアインザッツグルッペンD（司令官オットー・オーレンドルフ）隷下のアインザッツコマンド10aの隊長となった。彼の部隊はソ連南部で虐殺を行なっていた。1942年8月からはカッセルの保安警察及びSD監査官（Inspekteur der Sicherheitspolizei und des SD 略称IdS）に就任している。続いて1943年春からはブレスラウのIdSとなる。1944年4月28日から1944年8月にかけてアインザッツグルッペンBの司令官に任じられ、ベラルーシでの虐殺を指揮した。アインザッツグルッペンB はスモレンスクとミンスクで13万4000人以上の虐殺を行った。この任務と併行してベラルーシの保安警察及びSD司令官（Kommandeur der Sicherheitspolizei und des SD 略称KdS）にも任じられた。
この後、親衛隊大佐及び警察大佐に昇進し、また最後のプラハ保安警察署長に就任した。
戦後は偽名を使ってハンブルクに隠れ住んでいたが、まもなくイギリス軍によって発見されて逮捕された。収監先で青酸を仰いで自殺した。

## 関連文献
- Lawrence D. Stokes: Heinz Seetzen - Chef des Sonderkommandos 10a. In: Klaus-Michael Mallmann, Gerhard Paul (Hrsg): Karrieren der Gewalt. Nationalsozialistische Täterbiographien Wissenschaftliche Buchgesellschaft, Darmstadt 2004, ISBN 3-534-16654-X
- Ernst Klee: Das Personenlexikon zum Dritten Reich. Fischer, Frankfurt am Main 2007. ISBN 978-3-596-16048-8. (Aktualisierte 2. Auflage)